# Palazzo Lancelotti-Torres

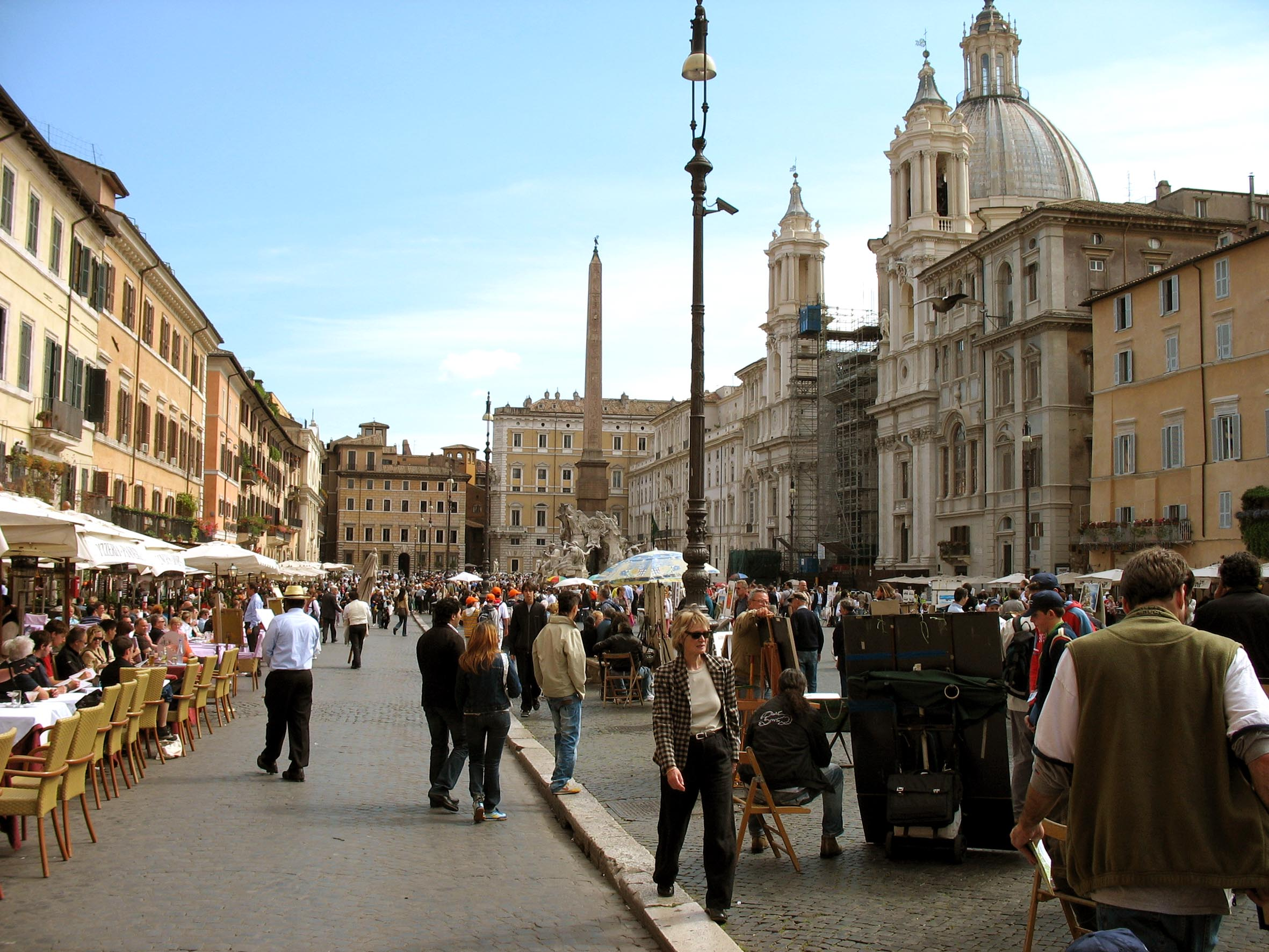
Blick auf den Palazzo Lancellotti-Torres

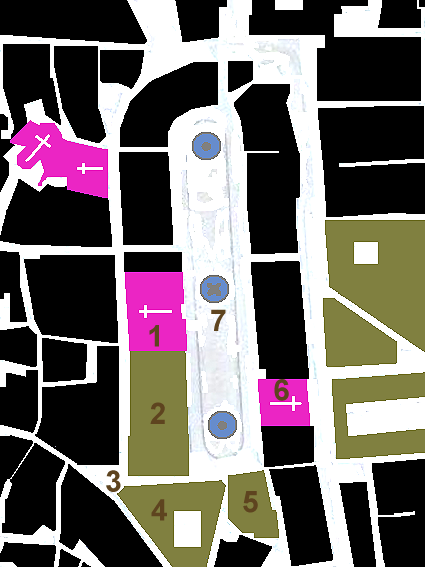
1 – S. Agnese in Agone
2 – Palazzo Pamphilj
3 – Pasquino
4 – Palazzo Braschi
5 – Palazzo Lancelotti-Torres
6 – Nostra Signora del Sacro Cuore
7 – Vierströmebrunnen

Der Palazzo Lancellotti-Torres ist ein ehemaliger Adelspalast an der Piazza Navona in Rom.
Der auf der Südseite der Piazza Navona liegende Palast wurde 1542 als Palazzo Massimo Lancellotti errichtet; die Fassaden liegen an der Piazza Navona and Via della Cuccagna. Bauherr war Ludovico de Torres, aus Málaga stammender Erzbischof von Salerno; Baumeister waren Francesco da Volterra, später Carlo Maderno. Der Palast befindet sich seit Erstellung in Familienbesitz.
Zusammen mit der Kirche Nostra Signora del Sacro Cuore und dem Hospiz für spanische Pilger (San Giacomo degli Spagnoli) bildete der Palazzo Lancelotti-Torres eine spanische Insel an der Piazza Navona.